# Scionomia brunnea
Scionomia brunnea là một loài bướm đêm trong họ Geometridae.